# Кирилина, Алла Викторовна
Алла Викторовна Кирилина (р. 12 мая 1959) — советский и российский лингвист. Доктор филологических наук, профессор. Профессор кафедры общего и сравнительного языкознания, заведующая лабораторией гендерных исследований МГЛУ (до сентября 2007 г.). С сентября 2007 года — проректор по научной работе Московской международной академии. Специализируется на гендерных аспектах языка и коммуникации, социолингвистике, методологии лингвистических исследований, лингвоглобалистике.

## Биография
Окончила Московский государственный педагогический институт иностранных языков. В 2000 году защитила докторскую диссертацию по теме "(Гендерные аспекты языка и коммуникации" и с этого же года возглавила лабораторию гендерной лингвистики.

## Научная деятельность
Научные интересы Кирилиной связаны с проблемами гендерной лингвистики и вопросами влияния английского языка на другие языки. Она занимается также изучением языкового ландшафта современного города, вопросами лингвистической офилософии. Предложила в лингвистике понятие «динамический объект», интерактивные явления (демотиваторы, Интернет-комментарии и пд.), которые проявляются в электронной коммуникации. Выступала с пленарным докладом на конференции «Гендер: Язык, Культура, Коммуникация» в 2003 году. Выступала организатором нескольких конференций.

## Основные работы
- Кирилина А. В. Женский голос в русской паремиологии // Женщина в российском обществе, 1997, № 3, с. 23-26
- Кирилина А. В. Развитие гендерных исследований в лингвистике // Филологические науки, 1998, № 2. С. 51-58
- Кирилина А. В. «Мужественность» и «женственность» сточки зрения лингвиста // Женщина в российском обществе. 1998. № 2. С. 21-27
- Кирилина А. В. Особенности развития гендерных исследований в российской лиингвистике // Гендер: Язык. Культура. Коммуникация. Материалы Первой международной конференции. Москва, 25-26 ноября 1999 г. С. 54-55
- Кирилина А. В. Гендер: лингвистические аспекты, М.: Институт социологии РАН,1999
- Кирилина А. В. Гендерные исследования в лингвистике и теории коммуникации. Учеб. пособие для студентов вузов. М. РОССПЭН, 2004. 252 с (Сер. Серия «Учебные пособия по гендерной теории в гуманитарных науках»)